# Основной белок миелина
Основно́й бело́к миели́на (также осно́вный белок миелина, англ. myelin basic protein) — представляет собой основной (порядка 50 %) белковый компонент миелина. При электрофоретическом анализе в ПААГ с SDS экстрактов миелиновой оболочки человека определяется до 10 полос. Основной белок миелина находится в комплексе с липидами и имеет молекулярную массу около 30 кДа.

## Строение
Для основного белка миелина человека существует полиморфизм последовательностей аминокислот в 46 и 47 положении. В данном положении находятся остатки глицина, часто в сочетании с остатками серина. Было показано, что у больных с рассеянным склерозом отмечалась замена серина на глицин в 44—49 положениях. Рядом авторов была показана высокая степень гомологии — порядка 80—90 % аминокислотной последовательности основного белка миелина у различных видов животных. Так, аминокислотные последовательности основного белка миелина человека и быка отличаются лишь по остаткам аминокислот в нескольких положениях, в то время как основной белок миелина крысы отличается от основного белка миелина человека и быка положением 40 аминокислотных остатков в середине полипептидной цепи (от 118 до 157 остатка).
Основной белок миелина содержит значительный процент (приблизительно 25 %) основных аминокислот (аргинин, лизин и гистидин), равномерно распределенных по всей полипептидной цепи, что обусловливает очень высокую изоэлектрическую точку (рI = 12—13). Такие особенности приводят к взаимодействию всей молекулы основного белка миелина с карбоксильными группами мембранных липидов.Основной белок миелина является мембранным белком и имеет значительное сродство к липидам, в комплексе с которыми и выделяется.Основной белок миелина является поликатионом и формирует особенно стабильные комплексы с анионными липидами. Несмотря на то, что степень связывания основного белка миелина значительно выше с кислыми липидами, она достаточно выражена и в отношении цвиттер-ионов, особенно в отношении сфингомиелина. Основной белок миелина также взаимодействует с фосфатидилэтаноламином при рН 7,2, когда этот липид находится преимущественно в цвиттер-форме. Необычна способность основного белка миелина образовывать нерастворимые комплексы с додецилсульфатом натрия при значениях рН выше и ниже изоэлектрической точки. При формировании комплексов основного белка миелина с основной массой анионных фосфолипидов, в равной степени играют роль как гидрофобные, так и электростатические взаимодействия. Наиболее выраженное влияние на стабилизацию липидов основной белок миелина показывает при встраивании в липидные хвосты. Методом рентгеноструктурного анализа было показано, что при формировании миелина происходит погружение большей части молекул основного белка миелина в слой головок липидов.
После введения основного белка миелина в ЦНС развиваются симптомы, схожие с симптомами рассеянного склероза. Появление этих симптомов получило название экспериментального аллергического энцефаломиелита.